# 戈賓達甘傑烏帕齊拉
戈賓達甘傑乌帕齐拉是孟加拉国戈伊班達縣的一个乌帕齐拉，位於朗布爾专区的戈伊班達縣。。

## 人口
據1991年孟加拉國人口普查，戈賓達甘傑共有戶數79,464戶，人口414591人。其中男性佔比50.89%，女性佔比49.11%；成年人口205,204人。該地7歲以上人口之平均識字率為23.1%，低於全國平均值（32.4%）。